# گشتاسب (ساسانی)
گشتاسب، گشنسپ بنده، گشسب بنده یا جشنسده برادر خسرو سوم و برادرزادهٔ خسروپرویز بود. او پس از درگذشت بوران‌دخت به سال ۶۳۱ میلادی بر تخت شاهی نشست. وی ساکن میشان بود. پدر پیروز، مهران جشنس بود. مادر وی مهان‌دخت، نوهٔ خسروپرویز، دختر یزداندار، پسر خسروپرویز بوده.
او می‌خواست اوضاع دولت ساسانی را که آشفته شده بود سروسامانی بدهد ولی تباهی و فساد و چند دستگی چنان بر ارکان دولت چیره شده بود که فردی مثل او قادر نبود این کار را بکند و از طرفی موبدان زرتشتی و سایر سران ساسانی در حرص و آزار به سر می‌بردند و از این رو چون نتوانست کاری بکند در همان سال از پادشاهی کناره گرفت. بر اساس ادعای رویدادنامه سیرت او قاتل بوران‌دخت بوده است.